# 45-те командування особливого призначення
XXXXV-е (45-те) головне командування особливого призначення (нім. Höheres-Kommando z.b.V. XXXXV) — спеціальне головне командування особливого призначення Сухопутних військ Вермахту за часів Другої світової війни. 27 травня 1942 перетворене на LXXXIII-й армійський корпус.

## Історія
XXXXV-е головне командування особливого призначення було сформоване 8 березня 1940 у Кенігсберзі.

## Райони бойових дій
- Генеральна губернія (березень — травень 1940);
- Німеччина (травень 1940);
- Франція (травень 1940 — травень 1942).

## Командування

### Командири
- генерал від інфантерії Курт фон Грайфф (нім. Kurt von Greiff) (8 березня 1940 — 1 квітня 1942);
- генерал від інфантерії Ганс-Густав Фельбер (нім. Hans Gustav Felber) (1 квітня — 27 травня 1942).

## Бойовий склад 45-го командування особливого призначення
Формування управління, забезпечення та підтримки
- 445-те управління постачання (Nachrichten Kompanie 445);
- 445-й батальйон зв'язку (Nachschubtruppen 445).

- 395-та піхотна дивізія (395. Infanterie-Division);
- 399-та піхотна дивізія (399. Infanterie-Division).

- 95-та піхотна дивізія (95. Infanterie-Division);
- 167-ма піхотна дивізія (167. Infanterie-Division).

- Лейбштандарте-СС «Адольф Гітлер» (Leibstandarte SS Adolf Hitler);
- 262-га піхотна дивізія (262. Infanterie-Division).

- 86-та піхотна дивізія (86. Infanterie-Division);
- 215-та піхотна дивізія (215. Infanterie-Division).

- 86-та піхотна дивізія;
- 215-та піхотна дивізія.

- Поліційна дивізія СС (Polizei-Division);
- 16-та моторизована дивізія (16. Infanterie-Division (mot.);
- 86-та піхотна дивізія;
- 87-ма піхотна дивізія (87. Infanterie-Division);
- 215-та піхотна дивізія.

- 86-та піхотна дивізія;
- 215-та піхотна дивізія;
- 260-та піхотна дивізія (260. Infanterie-Division);
- Поліційна дивізія СС.

- 86-та піхотна дивізія;
- 215-та піхотна дивізія;
- 260-та піхотна дивізія;
- 335-та піхотна дивізія (335. Infanterie-Division);
- 339-та піхотна дивізія (339. Infanterie-Division);
- 342-га піхотна дивізія (342. Infanterie-Division).
- Поліційна дивізія СС.

- 215-та піхотна дивізія;
- 339-та піхотна дивізія;
- 342-га піхотна дивізія.

- 215-та піхотна дивізія;
- 342-га піхотна дивізія.

- 215-та піхотна дивізія;
- 327-ма піхотна дивізія (327. Infanterie-Division);
- 335-та піхотна дивізія;
- 337-ма піхотна дивізія (337. Infanterie-Division);
- 712-та піхотна дивізія (712. Infanterie-Division).

- 337-ма піхотна дивізія;
- 712-та піхотна дивізія.

- 337-ма піхотна дивізія;
- 712-та піхотна дивізія.